# Клан Саито
Клан Саито (истребљен 1573), јапанска феудална породица скромног порекла, која је у периоду Сенгоку неко време (1544-1567) владала провинцијом Мино.

## Историја

### Истакнути чланови
- Саито Досан (1494-1556), правим именом Јамаширо Тошимаса, у младости је био будистички монах и путујући трговац пре него што је као самурај ступио у службу клана Токи, наследних гувернера (шуго) провинције Мино. Након што је удао кћер за сина свог господара, Тошимаса је успео да смакне његове синове, а затим га протера и преузме власт у провинцији Мино (1544). Успешно је одбио напад Ода Нобухидеа на Мино (1547), а затим је удао кћер за Ода Нобунагу, кога је подржао приликом унутрашњих борби у клану Ода (1552-1556). Погинуо је у бици на реци Нагара против рођеног сина, кога је хтео да разбаштини. Познат због свог лукавства и неумољивости као Отровница из Мина.[1][3]
- Саито Јошитацу (1527-1561), који је успешно збацио свог оца, Саито Досана, успео да се одбрани од Нобунагиних покушаја да освети таста, али је већ 1561. умро од лепре.[1]
- Саито Тацуоки, његов син, побеђен је и протеран из Миноа од Ода Нобунаге у опсади замка Инабајама (1567), а породични замак Инабајама постао је Гифу, главно упориште Оде Нобунаге. Погинуо је у бици за замак Ичијодани (1573) против Ода Нобунаге. Његовом смрћу је клан Саито истребљен и нестао из историје.[1]